# 常楽寺 (春日部市)
常楽寺（じょうらくじ）は、埼玉県春日部市にある真言宗豊山派の寺院。

## 歴史
1282年（弘安5年）、俊禅によって開山された。当寺の山門は創建当初の鎌倉時代の形式を残しているという。
当寺の薬師堂は江戸幕府第3代将軍徳川家光の側室の眼病を治した功績により建立されたという。そのこともあり、現在でも眼科疾患の患者が訪れるという。
かつては源義家が馬を繋いだと伝えられる「駒止めの松」という松の木があった。しかし20世紀末に枯死してしまい、現在は残っていない。

## 文化財
- 常楽寺の銅造阿弥陀如来坐像（春日部市指定有形文化財 平成23年3月29日指定）[2]

## 交通アクセス
- 路線バス赤沼停留所より徒歩2分。